# Hospital de Viladecans
El Hospital de Viladecans es el centro hospitalario de referencia para los municipios de Castelldefels, Viladecans, Gavá, Begas y San Clemente de Llobregat, con una población de más de 185.000 personas. El centro destaca en cirugía mayor ambulatoria (CMA), preoperatorio en línea, integración de especialidades y triaje de urgencias avanzado, entre otros.
Acreditado como hospital general básico de agudos, el centro tiene como hospitales de referencia para adultos el Hospital Universitario de Bellvitge, para pediatría el Hospital Sant Joan de Déu (Esplugues de Llobregat) y para obstetricia del Hospital de Sant Boi de Llobregat.
El Hospital de Viladecans pertenece a la Gerencia Territorial Metropolitana Sur del Instituto Catalán de la Salud, junto con el Hospital de Bellvitge y la Dirección de Atención Primaria Costa de Ponent. Ha recibido el premio TOP 20 a la Gestión Hospitalaria Global los años 2015 y 2016 y 2018 por parte de la consultora sanitaria Iasist.

## Historia[3]

### Construcción y primeros años
La creación del Hospital de San Lorenzo de Viladecans está vinculada directamente con la historia industrial de la empresa Roca Radiadores, con sede en Gavà. A principios de la década de 1950, Martí Roca Soler, uno de los cuatro hijos del fundador de la empresa, creó la Fundación Benéfico-Privada de San Lorenzo con la intención de construir un hospital en la vecina población de Viladecans, en un terreno de su propiedad cercano a la fábrica. La elección del nombre respondía al hecho de que San Lorenzo es el patrón de los fundidores. El centro se inauguró el 21 de junio de 1953, con el nombre de Hospital de San Lorenzo de Viladecans. La finalidad del hospital respondía a la necesidad de ofrecer atención sanitaria a los empleados de la empresa, pero desde su puesta en funcionamiento se ofreció servicio a la población de Viladecans y Gavà.
El folleto informativo de la inauguración del Hospital de San Lorenzo afirmaba que el cuadro de servicios médicos estaba formado por "competentes y prestigiosos doctores que se han ofrecido a prestar sus cuidados a la población enferma por pura caridad." La organización del centro iba a cargo de una comunidad de monjas de la orden de Hermanas Carmelitas de la Caridad, que estuvieron presentes en el centro hasta la primera década de los años 2000. Inicialmente, el hospital tenía una capacidad de 100 camas destinadas a la atención de enfermos agudos. El edificio tenía tres plantas y un subterráneo que acogían servicios de maternidad, radiología, geriatría y dispensarios de medicina general y de cirugía. El centro estaba dotado de los avances técnicos más avanzados del momento y se había hecho una reserva de espacios para futuras necesidades asistenciales.
Durante los siguientes 25 años, el Hospital San Lorenzo de Viladecans fue el centro hospitalario de referencia de la comarca, tanto para la atención de enfermos cubiertos por el Seguro Obligatorio de Enfermedad (SOE) como para la atención sanitaria de carácter benéfico y privado. Esta última se ofrecía, mayoritariamente, a través de la creación, también por Martí Roca, de la Compañía Anónima de Seguros Asistenciales (CASA), que acabó convirtiéndose en entidad colaboradora del seguro de enfermedad y contrubuyó al mantenimiento del Hospital. Desde su inauguración, el Hospital sufrió problemas presupuestarios que se compensaron con el apoyo altruista de muchos habitantes de Gavà y Viladecans, que se vehicularon a través del Ayuntamiento de Viladecans y de la Iglesia.

### Cesión al Instituto Nacional de Previsión
Entre 1950 y 1970, la población de Viladecans, Gavá, Castelldefels, Begas y San Clemente de Llobregat pasó de 15.152 habitantes a 65.284, lo que suponía un aumento del 430%. Como sucedió en toda el área metropolitana de Barcelona, el aumento de la población fue debido a la ola migratoria procedente del resto de España.
En junio de 1978, la Fundación de San Lorenzo cedió la gestión del centro al Instituto Nacional de Previsión (INP). En aquel momento, el centro tenía 150 camas y ofrecía 18 especialidades médicas y quirúrgicas. Durante este año, se organizaron varias manifestaciones para que el hospital lograra carácter de comarcal y que se pudiera ampliar su capacidad asistencial. El INP había adquirido el compromiso de adquirir el Hospital mediante una subasta pública, pero, cuando se celebró esta subasta, a finales de 1979, el INP no se presentó.
Después de intensas negociaciones y de una fuerte presión ciudadana, el 5 de marzo de 1980, el Hospital de San Lorenzo de Viladecans se incorporó de manera definitiva a la red de centros sanitarios de la Seguridad Social.

### Traspaso a la Generalitat
A final de 1981, cuando ya se habían traspasado las competencias de sanidad a la Generalidad de Cataluña, se presentó un proyecto para renovar y ampliar el Hospital. Las obras se retrasaron mucho y en 1984 se convocó una manifestación, a la que asistieron más de 4.000 personas, para reclamar el pleno funcionamiento del centro. En aquel momento, los quirófanos no estaban equipados y tampoco funcionaban los servicios de radiología y el laboratorio. Diariamente, se atendían entre 20 y 30 urgencias diarias, aunque la mayoría se derivaban al Hospital de Bellvitge por falta de material y de instalaciones adecuadas.
A finales de 1981, la Dirección General de Asistencia Sanitaria de la Generalidad de Cataluña entregó al Ayuntamiento de Viladecans los planos y la memoria del proyecto de funcionamiento del nuevo hospital comarcal, con un presupuesto de 450 millones de pesetas y capacidad para 120 camas. El centro ofrecería servicios de medicina interna, cirugía general, traumatología. pediatría, obstetricia, ginecología, oftalmología, otorrinolaringología y psiquiatría. Estaba previsto que el nuevo hospital empezara a prestar servicio el año 1982.
Las obras se dilataron más de cuatro años. El año 1984 se convocó una manifestación a la que asistieron más de 4.000 personas para protestar contra la demora de las obras. El entonces presidente de la Generalitat, Jordi Pujol, afirmó que el hospital no se reabriría hasta el año 1986 por falta de presupuesto.
Finalmente, el nuevo Hospital de Viladecans se acabó abriendo el mes de enero de 1987, bajo la gestión del Instituto Catalán de la Salud. El equipamiento daba servicio a los habitantes de Castelldefels, Viladecans, Gavá, Begas y San Clemente, que entonces tenían una población de 110.000 personas. Sin embargo, hasta final de 1988, con la apertura del Servicio de Urgencias de 24 horas, el centro no funcionó a pleno rendimiento.
El mes de octubre de 1990 se creó la Unidad de Cirugía sin Ingreso, pionera en España. Dos años más tarde se puso en marcha la Unidad de Diagnóstico de Día, con la finalidad de prestar una atención rápida y personalizada a aquellas persona que, por su patología y características personales, requieren una atención específica.
En 1994 se construyó un nuevo edificio para ampliar el espacio dedicado a consultas externas y pruebas diagnósticas. El nuevo espacio disponía de 22 nuevos consultorios, distribuidos en un espacio de 1.246 metros cuadrados.
El año 2000 se constituyó la Fundación Privada Hospital de Viladecans para la Investigación y la Docencia. Quince años después, la actividad de esta fundación pasó a ser asumida por el Instituto de Investigación Biomédica de Bellvitge (IDIBELL).

### El proyecto del nuevo Hospital
En noviembre de 2008, se presentó el proyecto para la ampliación y renovación del Hospital de Viladecans, que pasaría a tener 258 camas, 12 quirófanos, 73 consultas de pruebas externas, un hospital de día de 30 plazas, una Unidad de Hemodiálisis y nuevas salas para el servicio de radiología. Inicialmente, las obras debían comenzar en 2010 y finalizar el 2014, pero la llegada de la crisis detuvo el proyecto.
A mediados 2018, se adjudicó otro proyecto menos ambicioso que el anterior, que permitirá triplicar la superficie actual del Hospital, aumentar la capacidad resolutiva y conseguir mejoras en el confort de los pacientes y profesionales. Se pasará de 117 a 154 camas, de 5 a 7 quirófanos, de 45 a 66 salas de consultas externas y exploraciones, de 24 a 38 espacios de urgencias, y de 8 a 21 plazas de hospital de día. Las obras comenzaron el 16 de julio de 2018 y se prevé que estén terminadas el año 2021.

## Ubicación y características
El hospital está situado en el barrio de Can Palmer-Can Batllori, al oeste de la ciudad. El edificio ocupa una superficie total de 8.384m² repartidos en cuatro plantas y un subterráneo. Dispone de 117 camas, 5 quirófanos, dos unidades de reanimación con 13 puntos de atención en total, 49 puntos de atención de consultas externas, 7 puntos de hospital de día, 24 boxes de urgencias, con 43 puntos de atención, 8 equipos de alta tecnología e instalaciones de urgencias del laboratorio clínico territorial.

## Cartera de servicios[6]
El centro ofrece los siguientes servicios:
- Hospitalización convencional de agudos, con un total de 117 camas, distribuidas en 5 unidades de hospitalización.
- Hospitalización a domicilio. Unidad compuesta, normalmente, por dos equipos, con 8 camas cada uno. El Hospital de Viladecans fue uno de los primeros centros que implantó este tipo de recurso.
- Urgencias. La Unidad de Urgencias las 24 horas del día, todos los días del año. Trabaja un equipo de profesionales polivalente. Tiene 24 boxes y 43 puntos de atención. Viladecans fue el primer hospital del ICS donde se implantó el modelo de triaje estructurado, que permite clasificar las urgencias según el nivel de gravedad. También ha sido pionero en la incorporación del triaje avanzado, que realizan profesionales de enfermería expertos.
- Consultas externas, con 49 consultorios donde se atiende a personas con afecciones que tratan profesionales de los servicios médicos y quirúrgicos y de enfermería.
- Cirugía. El Hospital tiene 5 quirófanos, con dos unidades de reanimación y 13 puntos de atención. El centro es pionero en España en la implantación de la cirugía mayor ambulatoria.
- Hospital de día, donde, bajo un protocolo selectivo, algunos pacientes que tienen fundamentalmente patologías crónicas, que son tributarios de maniobras terapéuticas o exploratorias mínimamente invasivas o con patología crónica con descompensaciones leves reciben atención en el mismo día, lo que mejora la calidad de vida de los enfermo crónico y evitando su ingreso o reingreso.
- Unidad Funcional Interdisciplinaria Sociosanitaria (UFISS), que da soporte a los servicios del hospital de agudos para ofrecer una atención integral a pacientes de edad avanzada o con enfermedades terminales. Además, interviene en la coordinación de recursos entre niveles asistenciales y también asesora y ofrece formación a otros profesionales del Hospital.
- Unidad de Apoyo Integral al Paciente, que se ocupa del programa PREALT, que tiene el objetivo de dar continuidad asistencial del paciente con la atención primaria después de haber sido visitado en el Hospital. Normalmente se dirige a pacientes frágiles.
- Unidad de Síndromes de Sensibilización Central. Se trata de un recurso acreditado como unidad de referencia territorial, formada por profesionales de diferentes disciplinas, que se encargan de confirmar el diagnóstico de los casos, elaborar el Plan terapéutico de tratamiento farmacológico y no farmacológico, realizar el seguimiento de los pacientes de alta complejidad, dar respuesta a interconsultas por vía telemática y reforzar los conocimientos de educación sanitaria y de cumplimiento terapéutico.
- Unidad de Patología Mamaria, compartida entre los servicios de ginecología y cirugía general, desarrolla tareas de diagnóstico rápido y tratamiento de la patología mamaria.
- Unidad de Tratamiento del Sida, coordinada por el Servicio de Medicina Interna, que se encarga del diagnóstico y el tratamiento de personas infectadas por el VIH o que han desarrollado el sida.
- Unidad de Atención Integral (UdAI), dirigida a los pacientes quirúrgicos de edad avanzada o con pluripatología. La Unidad está integrada por profesionales de servicios médicos y quirúrgicos, que tienen el objetivo de atender a los pacientes desde una perspectiva global.
- Servicios médicos:
  - Anestesia y Clínica del Dolor
  - Aparato Digestivo
  - Cardiología
  - Dermatología
  - Endocrinología
  - Medicina Interna
  - Nefrología
  - Neurología
  - Oncología
  - Neumología
  - Reumatología
- Servicios quirúrgicos:
  - Cirugía General
  - Cirugía Ortopédica y Traumatología
  - Ginecología
  - Oftalmología
  - Otorrinolaringología
  - Urología